# Zarratón
Zarratón est une commune de la communauté autonome de La Rioja, en Espagne.

## Démographie
| 1900 | 1910 | 1920 | 1930 | 1940 | 1950 | 1960 | 1970 | 1981 |
| ---- | ---- | ---- | ---- | ---- | ---- | ---- | ---- | ---- |
| 790  | 695  | 672  | 701  | 809  | 739  | 647  | 476  | 343  |

| 1991 | 2001 | 2011 | - | - | - | - | - | - |
| ---- | ---- | ---- | - | - | - | - | - | - |
| 311  | 253  | 292  | - | - | - | - | - | - |

## Administration

### Conseil municipal
La ville de Zarratón comptait 264 habitants aux élections municipales du 26 mai 2019. Son conseil municipal (en espagnol : Pleno del Ayuntamiento) se compose donc de 7 élus.
| Parti | Parti                                    | Voix | %       | Élus  |
| ----- | ---------------------------------------- | ---- | ------- | ----- |
|       | Parti socialiste ouvrier espagnol (PSOE) | 110  | 59,46 % | 4 / 7 |
|       | Parti populaire (PP)                     | 75   | 40,54 % | 3 / 7 |

### Liste des maires
| Mandat    | Maire | Maire                                | Parti |
| --------- | ----- | ------------------------------------ | ----- |
| 2007-2011 |       | ?                                    | PP    |
| 2011-2015 |       | José María Jesús Villaverde Llorente | PP    |
| 2015-2019 |       | Víctor Manuel Manso Ocio             | PSOE  |
| 2019-2023 |       | Víctor Manuel Manso Ocio             | PSOE  |